# 勒罗伊·沃森
勒罗伊·沃森（英語：Leroy Watson，1966年7月6日—），生于布罗斯利，英国男子射箭运动员。他曾代表英国参加1988年夏季奥林匹克运动会射箭比赛，获得男子团体反曲弓铜牌。